# Archives départementales de l'Ardèche
Les archives départementales de l'Ardèche sont un service du conseil départemental de l'Ardèche (Auvergne-Rhône-Alpes, France).

## Histoire

### Le bâtiment
Plusieurs bâtiments ont abrité successivement à Privas les archives départementales depuis leur création:
- 1790, les archives départementales sont rassemblées dans ce qui deviendra la préfecture,
- 1818, transfert dans de nouveaux bureaux de la préfecture,
- 1909, édification d'un bâtiment dédié aux archives, boulevard de Vernon,
- 1966, installation dans un nouveau bâtiment place André Malraux ; les Archives vont faire l'objet de travaux d'extension, de septembre 2009 au printemps 2011.

## Fonds

### Ensemble des documents conservés
Les archives départementales revendiquent 15 000 mètres linéaires de documents, représentant 900 ans d'histoire.

### Archives numérisées
Depuis 2004, les plans cadastraux, la presse ancienne, les tables décennales de l'état civil de plus de 120 ans, et les registres paroissiaux catholiques ont été numérisés et sont accessibles en ligne

## Directeurs
- 1955- : Robert Allain
- 2010-2020 : Corinne Porte
- 2021-2025 : Juliette Gaultier
- 2025-.... :

Directeur adjoint François Stevenin

## Pour approfondir